# 人在風雨中
《人在風雨中》為香港和臺灣歌手王傑的第七張個人專輯，也是第三張粵語專輯。專輯在台灣錄音，綑綁於《向太陽怒吼》的項目，本來於1990年1月才推出，後因遷就無綫電視的音樂特輯而提前於1989年12月22日由香港華納唱片發行 。

## 專輯簡介
專輯為王傑監製與製作，亦是王傑的WANG音樂工作室作品，主打歌「人在風雨中」，配合香港無線電視於1989年12月跨海至台灣拍攝60分鐘的「王傑浪子心曲」電視特輯作為宣傳，因此首波主打歌「人在風雨中」的音樂錄影帶亦採用該電視特輯中的飛車畫面與場景。而「人在風雨中」亦入選1990年勁歌金曲第一季季選。

## 曲目
| 曲序 | 曲名             | 曲     | 詞     | 編曲   | 附註                                                          | 國語版本                                       |
| 01   | 人在風雨中       | 陳志遠 | 潘偉源 | 陳志遠 | 無線電視劇《天若有情》主題曲 馬來西亞電視劇《我主皇朝》主題曲 | 孤星，收錄於專輯《孤星》                       |
| 02   | 我如何知道你愛我 | 陳志遠 | 王傑   | 陳志遠 |                                                               | 我如何知道你愛我（國），收錄於專輯《孤星》     |
| 03   | 夢話大話真話     | 王傑   | 盧永強 | 陳志遠 |                                                               | 別讓明天的太陽離開我，收錄於專輯《向太陽怒吼》 |
| 04   | 為何仍然未醉     | 王傑   | 林夕   | 陳志遠 |                                                               | 不要再說愛我，收錄於專輯《向太陽怒吼》         |
| 05   | 我知錯           | 王文清 | 盧永強 | 陳志遠 |                                                               | 你是你我是我，收錄於專輯《是否我真的一無所有》 |
| 06   | 上帝也哭泣       | 王傑   | 陳少琪 | 陳志遠 | 馬來西亞電視劇《我主皇朝》插曲                                | 上帝也哭泣（國），收錄於專輯《孤星》           |
| 07   | 是你是你         | 王傑   | 潘偉源 | 陳志遠 |                                                               | 是你是你是你，收錄於專輯《孤星》               |
| 08   | 但願你了解       | 王傑   | 潘偉源 | 陳志遠 |                                                               | 唯一的可愛，收錄於專輯《向太陽怒吼》           |
| 09   | 大海一角         | 陳志遠 | 王傑   | 陳志遠 |                                                               | 愛讓我疲倦，收錄於專輯《向太陽怒吼》           |
| 10   | 黑暗的空間       | 王傑   | 潘偉源 | 陳志遠 | 無線電視劇《天若有情》片尾曲&插曲                             | 黑暗的空間（國），收錄於專輯《忘了你忘了我》   |

## 唱片版本
- 錄音帶版
- T-113 銀圈CD版
- 黑膠唱片

## 獎項
- 1990年勁歌金曲季選

- 「第一季金曲」：【人在風雨中】 （页面存档备份，存于）

## 專輯文案
傑的內心話：
能夠在過去的日子，得到你們毫無保留的擁護，實在是意想不到的驚喜。你們的熱情和真誠，我會一一記挂心頭，也希望這次接觸，讓大家可以分享我內心的感覺，因爲傑的心就是你的心。只是有人不願去了解，那人間早已變得冷漠無情，連那六月也會下雪，此刻我感覺到很像是上帝在哭泣。
傑：也永遠願意和你們一起哭泣，一起笑. . .

## 音樂錄影帶
- 人在風雨中
- 是你是你

## 外部連結
- 浪子心曲 王傑音樂自傳part1 （页面存档备份，存于）
- 浪子心曲 王傑音樂自傳part2 （页面存档备份，存于）
- 浪子心曲 王傑音樂自傳part3 （页面存档备份，存于）
- 浪子心曲 王傑音樂自傳part4 （页面存档备份，存于）
- 浪子心曲 王傑音樂自傳part5 （页面存档备份，存于）